# Trochostilifer eucidaricola
Trochostilifer eucidaricola is een slakkensoort uit de familie van de Eulimidae. De wetenschappelijke naam van de soort is voor het eerst geldig gepubliceerd in 1989 door Warén & Moolenbeek.